# 稳定映射
辛拓扑与代数几何中，可以构造满足特定条件的稳定映射的模空间，从黎曼曲面映射到给定辛流形。此模空间是格罗莫夫-威滕不变量的精髓，在枚举几何与IIA型弦论中有应用。马克西姆·孔采维奇在1992年左右提出了稳定映射的概念，并发表在Kontsevich (1995)。
由于构造过程冗长而困难，我们不在格罗莫夫-威滕不变量条目进行，而在这里进行。

## 光滑伪全纯曲线
固定一闭辛流形X，辛形式为{\displaystyle \omega }。令g、n是自然数（含0），A是X中的2维同调类。则，可以考虑伪全纯曲线集合
{\displaystyle ((C,j),f,(x_{1},\ldots ,x_{n}))\,}
其中{\displaystyle (C,j)}是亏格为g的光滑闭黎曼曲面，有n个标记点{\displaystyle x_{1},\ldots ,x_{n}}，且
{\displaystyle f:C\to X\,}
是函数，对{\displaystyle \omega }-驯顺殆复结构J和非齐次项{\displaystyle \nu }的某种选择满足扰动柯西–黎曼方程
{\displaystyle {\bar {\partial }}_{j,J}f:={\frac {1}{2}}(df+J\circ df\circ j)=\nu .}
一般来说，只接受使C的无心欧拉示性数{\displaystyle 2-2g-n}为负的g、n，则域是稳定的，就是说只有有限多个C的全纯自同构保标记点。
{\displaystyle {\bar {\partial }}_{j,J}}是椭圆算子，因此是弗雷德霍姆算子。经过大量分析论证（在合适的索博列夫范数中完成，使用隐函数定理与巴拿赫流形的萨德定理，并利用椭圆正则性恢复光滑性），可以证明对{\displaystyle \omega }-驯顺的J和扰动{\displaystyle \nu }的一般选择，亏格为g、有n个标记点、表示A类的{\displaystyle (j,J,\nu )}-全纯曲线集形成光滑有向轨形
{\displaystyle M_{g,n}^{J,\nu }(X,A)}
维度由阿蒂亚-辛格指标定理给出：
{\displaystyle d:=\dim _{\mathbb {R} }M_{g,n}(X,A)=2c_{1}^{X}(A)+(\dim _{\mathbb {R} }X-6)(1-g)+2n.}

## 动机
模空间{\displaystyle M_{g,n}^{J,\nu }(X,A)}不是紧的，因为曲线序列可以退化为奇异曲线，而后者不在上面定义的模空间中。f的能量（指导数的{\displaystyle L^{2}}范数）集中在域的某一点时，就会这样。
可通过重缩放集中点周围的映射来捕捉能量。这样做的效果是在集中点处的原域周围附加一个球，称作泡，并将映射延伸到整个球。重缩放后的映射可能仍有能量集中在点上，因此必须迭代地重缩放，最终将整个泡树附着在原域上，使映射在新域的每个光滑分量上都表现良好。

## 定义
稳定映射定义为来自黎曼曲面的伪全纯映射，最差有有节（nodal）奇点，使得映射只有有限多自同构。
具体来说，这意味着：对于有节黎曼曲面的光滑成分，若有不超过有限多个保标记点与节点的自同构，则称这组分稳定。那么稳定映射是伪全纯映射，至少有一个稳定域成分，使得对其他域成分，
- 映射在此分量上非恒定，或
- 成分是稳定的。

重要的是，稳定映射的定义域不一定是稳定曲线。可以（迭代地）收缩其不稳定成分，这样产生稳定曲线的过程，叫做域C的稳定化{\displaystyle \mathrm {st} (C)}。

## 稳定映射紧化
亏格为g、有n个标记点的黎曼曲面出发的稳定映射集形成了模空间
{\displaystyle {\overline {M}}_{g,n}^{J,\nu }(X,A).}
当且仅当满足以下条件，稳定映射序列收敛，这样便定义了拓扑。
- 其（稳定化）域收敛于曲线的德利涅-芒福德模空间{\displaystyle {\overline {M}}_{g,n}}；
- 它们在远离节点的紧子集上的所有导数均匀收敛；
- 集中在任一点的能量等于极限映射中附着于该点的泡树的能量。

稳定映射的模空间是紧的，即，任何稳定映射序列都收敛。为证明之，可以迭代地重缩放映射序列。每次迭代都会出现新的极限域，可能是奇异的，其能量集中程度较上一代变低。在这一步，辛形式{\displaystyle \omega }以一种关键的方式进入。任何表示同调类B的光滑映射的能量下界都是辛面积
{\displaystyle \omega (B)\leq {\frac {1}{2}}\int |df|^{2},}
当且仅当映射是伪全纯映射时取等。这就限制了每次重缩放捕获的能量，意味着只要有限次重缩放就能捕获所有能量。最后，新极限域上的极限映射是稳定的。
紧化空间还是光滑有向轨形。具有非平凡自同构的映射对应轨形上具有各向同性（isotropy）的点。

## 格罗莫夫–威滕伪循环
为构造格罗莫夫–威滕不变量，将稳定映射的模空间在估值映射下前推
{\displaystyle M_{g,n}^{J,\nu }(X,A)\to {\overline {M}}_{g,n}\times X^{n},}
{\displaystyle ((C,j),f,(x_{1},\ldots ,x_{n}))\mapsto (\mathrm {st} (C,j),f(x_{1}),\ldots ,f(x_{n}))}
从而在适当条件下得到有理同调类
{\displaystyle GW_{g,n}^{X,A}\in H_{d}({\overline {M}}_{g,n}\times X^{n},\mathbb {Q} ).}
由于模空间是轨形，所以有理系数是必须的。估值映射定义的同调类独立于一般的{\displaystyle \omega }-驯顺J与扰动{\displaystyle \nu }的选择。对给定的数据g、n、A，它被称作X的格罗莫夫–威滕（GW）不变量。配边论证可用于证明在同痕意义上，此同调类与{\displaystyle \omega }的选择无关。于是，格罗莫夫-威滕不变量是辛流形的辛同痕类的不变量。
“合适条件”很微妙，主要是因为多重覆盖映射（通过域的分支覆叠分解的映射）可以形成比预期维度更大的模空间。
处理这问题的最简单方法是假设目标流形X在一定意义上是半正定的或法诺的。选择这假设的目的是为使多重覆盖映射的模空间在非多重覆盖映射空间中的余维度至少为2，那么估值映射的像就形成了伪循环（pseudocycle），从而诱导出预期维度的良定义同调类。
要定义GW不变量而不嘉定某种半正定性，需要一种困难的技术构造，即虚拟模循环。